# Robert J. Modrzejewski
Robert Joseph Modrzejewski (Milwaukee, 3 luglio 1934) è un ex ufficiale statunitense del Corpo dei Marines degli Stati Uniti che ha ricevuto la più alta decorazione militare degli Stati Uniti, la Medaglia d'Onore, per il notevole coraggio dimostrato nella guerra del Vietnam..

## Primi anni di vita
Robert Modrzejewski è nato il 3 luglio 1934 a Milwaukee, nel Wisconsin. Si è diplomato alla Casimir Pulaski High School di Milwaukee nel 1953. Ha frequentato il Wisconsin State Teachers College prima di entrare all'Università del Wisconsin-Milwaukee, dove ha conseguito una laurea in scienze dell'educazione nel 1957.

## Carriera militare
Modrzejewski si è unito alla Riserva del Corpo dei Marines nel 1955 mentre era all'Università del Wisconsin-Milwaukee, e fu un membro della classe dei leader di plotone ; dopo la laurea nel giugno 1957, è stato nominato sottotenente.
Modrzejewski completò il corso base 4-57 presso la scuola del Corpo dei Marines, Quantico, Virginia, dove dal marzo 1958 fino a maggio presto servizio come istruttore di base 
Dal giugno 1958 al settembre 1959, Modrzejewski fu assegnato al 3º Battaglione, 3° Marines, 3ª Divisione Marine, e prestò servizio come capo plotone della Compagnia H&S, nonché come capo plotone e Ufficiale S-2 della Compagnia I e Compagnia M, rispettivamente. Nel dicembre 1958 fu promosso tenente.
Trasferito a Camp Lejeune, nella Carolina del Nord, Modrzejewski prestò servizio, successivamente, come Ufficiale dell'equipaggiamento presso la Landing Support Company, 2º Battaglione di Servizio, 2ª Divisione Marine fino al maggio 1960; Caposquadra Pathfinder della 2ª Compagnia Force Reconnaissance, fino al dicembre 1960; Caposquadra Pathfinder con la Sottounità Uno, HMR(L)-262, MAG-26 presso la struttura aerea del Corpo dei Marines, New River, Carolina del Nord, fino a maggio 1961, e di nuovo come Caposquadra Pathfinder e Caposquadra Paracadutisti Pathfinder con la 2d Force Reconnaissance, fino al maggio 1962. Mentre prestava servizio in quest'ultima veste, prestò servizio a bordo della USS San Marcos con la sottounità n. 2. Fu promosso capitano nel maggio 1962.
Modrzejewski ha prestato servizio per tre anni come assistente ufficiale in carica presso la stazione di reclutamento del Corpo dei Marines, a Cincinnati in Ohio. Nel maggio 1965, ritornò alla Marine Corps School a Quantico, in Virginia, e prestò servizio come ufficiale esecutivo, fino all'agosto 1965, poi frequentò la Amphibious Warfare School, completandone il corso nel febbraio 1966.